# Jens Filbrich
Jens Filbrich, né le 13 mars 1979 à Suhl, est un fondeur allemand. Spécialiste des courses de distance, il remporte deux médailles olympiques en relais et sept médailles aux Championnats du monde dont une individuellement en 2007.

## Biographie
Il est le fils de la fondeuse Sigrun Krause et de l'entraîneur Wolfgang Filbrich, est marié à la biathlète Janet Klein et son frère Raik court en combiné nordique.
Actif au niveau international à partir de 1998, Jens Filbrich a obtenu deux podiums olympiques en relais en 2002 à Salt Lake City (médaille de bronze) et 2006 à Turin (médaille d'argent). Ses meilleurs autres résultats olympiques sont quatrième du sprint par équipes en 2006 avec Andreas Schlütter et sixième de la poursuite en 2010 à Vancouver, supportant son compatriote Tobias Angerer, qui gagne la médaille d'argent.
Durant sa carrière, il totalise sept médailles mondiales dont six par équipes, dont quatre en argent : une en sprint par équipes en 2005 à Oberstdorf, avec Axel Teichmann et trois en relais en 2003, 2005 et 2009 et deux en bronze lors des relais en 2001 et 2011, ainsi qu'une en individuel lors du 50 km des Mondiaux de Sapporo en 2007 en style classique, juste derrière les Norvégiens Odd-Bjørn Hjelmeset et Frode Estil.
Filbrich fait ses débuts en Coupe du monde en mars 1999 à Lahti, marque ses premiers points en 2001 à Soldier Hollow (21e), puis remporte la première de ses huit victoires collectives au relais de Beitostølen en 2003. Il a acquis son premier personnel en 2004 à Falun en se classant troisième d'une poursuite de 30 km. Lors des saisons 2004/2005 et 2005/2006, il monte à chaque fois deux reprises sur le podium en individuel.
En 2014, il dispute ses quatrièmes jeux olympiques à Sotchi, puis prend sa retraite sportive à l'issue du cinquante kilomètres de Holmenkollen.

## Palmarès

### Jeux olympiques
| Épreuve / Édition            | Épreuve / Édition            | Salt Lake City 2002              | Turin 2006                       | Vancouver 2010                   | Sotchi 2014                      |
| Sprint                       |                              |                                  |                                  |                                  |                                  |
| Sprint classique par équipes | Sprint classique par équipes |                                  | 4e                               |                                  |                                  |
| 15 km Libre                  | 15 km Libre                  | Épreuve inexistante à cette date | Épreuve inexistante à cette date |                                  | Épreuve inexistante à cette date |
| 15 km Classique              | 15 km Classique              | 33e                              |                                  | Épreuve inexistante à cette date | 14e                              |
| 2 × 15 km Poursuite          | 2 × 15 km Poursuite          |                                  | 22e                              | 6e                               |                                  |
| 50 km                        | Classique                    | 21e                              | Épreuve inexistante à cette date | 16e                              | Épreuve inexistante à cette date |
| 50 km                        | Libre                        | Épreuve inexistante à cette date | 17e                              | Épreuve inexistante à cette date |                                  |
| Relais 4 × 10 km             | Relais 4 × 10 km             | Bronze                           | Argent                           | 6e                               | 9e                               |

### Championnats du monde
| Épreuve / Édition               | Épreuve / Édition               | Lahti 2001 | Val di Fiemme 2003 | Oberstdorf 2005 | Sapporo 2007 | Liberec 2009 | Oslo 2011 | Val di Fiemme 2013 |
| Sprint par équipes              | Sprint par équipes              |            |                    | Argent          |              |              | 4e        |                    |
| 15 km                           | Classique                       | 23e        |                    | 8e              |              | 13e          |           |                    |
| 15 km                           | Libre                           |            |                    | 8e              |              |              |           |                    |
| 2 × 15 km Poursuite / Skiathlon | 2 × 15 km Poursuite / Skiathlon |            | 16e                | 14e             | 4e           | 10e          | 30e       | 33e                |
| 30 km Classique                 | 30 km Classique                 | 20e        | 6e                 |                 |              |              |           |                    |
| 50 km Classique départ en masse | 50 km Classique départ en masse |            |                    |                 | Bronze       |              |           | 9e                 |
| Relais 4 × 10 km                | Relais 4 × 10 km                | Bronze     | Argent             | Argent          | 4e           | Argent       | Bronze    |                    |

### Coupe du monde
- Meilleur classement général : 11e en 2005.
  - Meilleur classement en distance : 8e en 2005.
- 20 podiums : 
  - 5 podiums en épreuve individuelle : deux 2e positions et trois 3e positions.
  - 15 podiums en épreuve collective : 8 victoires, 3 deuxièmes places et 4 troisièmes places.

#### Classements en Coupe du monde
| Année     | Classement général final | Classement distance | Classement sprint |
| 2000-2001 | 106e                     |                     |                   |
| 2001-2002 | 60e                      |                     |                   |
| 2002-2003 | 29e                      |                     | 51e               |
| 2003-2004 | 16e                      | 13e                 |                   |
| 2004-2005 | 11e                      | 8e                  |                   |
| 2005-2006 | 19e                      | 10e                 |                   |
| 2006-2007 | 19e                      | 20e                 | 84e               |
| 2007-2008 | 30e                      | 19e                 | 84e               |
| 2008-2009 | 22e                      | 18e                 |                   |
| 2009-2010 | 27e                      | 23e                 | 112e              |
| 2010-2011 | 26e                      | 23e                 |                   |
| 2011-2012 | 25e                      | 18e                 |                   |
| 2012-2013 | 28e                      | 19e                 |                   |
| 2013-2014 | 56e                      | 38e                 |                   |

### Championnats du monde junior
- Saalfelden 1999 : 
  -  Médaille de bronze du 10 km style classique.
  -  Médaille de bronze du 30 km style libre.

### Coupe OPA
- 1 victoire.